# Меламед (хедер)
Мела́мед (івр. מלמד «учитель», меламмед) — учитель в хедері і караїмському мідраші.
У біблійні часи означав релігійного вчителя або наставника в цілому, застосовувався особливо до вчителя дітей, і майже завжди супроводжувався словом «tinokot» (діти). Згадується в Талмуді.
Меламед призначався співтовариством, були спеціальні нормативні документи, що визначають, скільки дітей він навчив, а також правила, що регулюють вибір претендентів на посаду і звільнення Меламеда. Ці правила розширювалися і доповнювалися.
Якщо кількість учнів у хедері була досить значною, то меламед мав помічника — бегельфера, виконуючого, між іншим, також обов'язки наглядача.